# I Can Do Bad All by Myself
Série Madea (en)
Madea Goes to Jail
(2009) Madea's Big Happy Family
(2011)
Pour plus de détails, voir Fiche technique et Distribution.
I Can Do Bad All by Myself est un film américain réalisé par Tyler Perry et sorti en 2009. 
Adapté de la pièce de théâtre du même nom (en) de Tyler Perry, il s'agit du cinquième film mettant en vedette le personnage de Madea (en).

## Synopsis
Madea attrape deux adolescents qui tentent de s'introduire dans une maison et les ramène à leur tante, April, une chanteuse alcoolique.

## Fiche technique
- Titre : I Can Do Bad All by Myself
- Réalisation : Tyler Perry
- Scénario : Tyler Perry d'après sa pièce de théâtre
- Musique : Aaron Zigman
- Photographie : Alexander Gruszynski
- Montage : Maysie Hoy
- Production : Reuben Cannon et Tyler Perry
- Société de production : The Tyler Perry Company
- Pays de production :  États-Unis
- Genre : Comédie dramatique
- Durée : 113 minutes
- Date de sortie : 
  - États-Unis : 11 septembre 2009

## Distribution
- Tyler Perry : Madea / Joe
- Taraji P. Henson : April
- Adam Rodriguez : Sandino
- Brian White : Randy
- Hope Olaidé Wilson : Jennifer
- Kwesi Boakye : Manny
- Frederick Siglar : Byron
- Gladys Knight : Wilma
- Mary J. Blige : Tanya
- Marvin Winans : le pasteur Brian
- David Paulus : Miller
- Randall Taylor : M. Bradley
- Tess Malis Kincaid : Mlle. Sullivan

## Accueil
Le film a reçu un accueil mitigé de la critique. Il obtient un score moyen de 55 % sur Metacritic.